# Doughboy (produtor)
Bradley Brandon (nascido em 1 de setembro de 1989), conhecido profissionalmente como Doughboy Beatz ou simplesmente Doughboy, é um produtor americano de Columbus, Mississippi. Ele talvez seja mais conhecido por produzir "Pedestrian", do rapper Gunna, e "Lost It", do rapper Rich The Kid, com Offset e Quavo of Migos, que foi certificado pela RIAA como ouro. Doughboy produziu várias faixas para vários artistas, como Young Jeezy, Gucci Mane, Yo Gotti, Juicy J, 21 Savage, NBA Youngboy, Lil Boosie, Soulja Boy, Shy Glizzy, YFN Lucci, Plies, Trina, Crooked I, B.G, CyHi the Prynce, entre outros.

## Início da vida e carreira
Brandon começou a fazer batidas aos 15 anos, para seu irmão mais novo no FL Studio. Ele então produziu o signatário da Hitz Committee/Jive Records, o single principal de Trai'D "Gutta Chick" em 2008. "Gutta Chick" alcançou o número 72 nas paradas da Billboard Hot R & B/Hip-Hop Songs. Doughboy trabalhou com muitos outros grandes artistas desde então.
Ao longo da década de 2010, a Doughboy acompanhou a produção de muitos projetos altamente aclamados, que incluem Trap or Die 2 de Jeezy, Law 3 de Shy Glizzy, The World Is Yours de Rich The Kid, a Drip Season 3 de Gunna e East Atlanta Santa de Gucci Mane.
Brandon também trabalhou com outros produtores musicais, como Metro Boomin, Wheezy, Drumma Boy, Southside, Zaytoven, Shawty Redd, Sonny Digital, CNOTE honorável, DJ Paul, Juicy J e muito mais.

## Discografia

### Álbuns de estúdio
| Lista de álbuns de estúdio, com detalhes selecionados | Lista de álbuns de estúdio, com detalhes selecionados                                           |
| Título                                                | Detalhes do álbum                                                                               |
| ----------------------------------------------------- | ----------------------------------------------------------------------------------------------- |
| October 31(with Joker Too Cold)                       | - Lançado: 1 de setembro de 2016 - Gravadora: Dough Mentality Group - Formato: download digital |

## Créditos de produção

### 2008
Soulja Boy
- 00. "Pistol Play"[11]

Trai'D
- 00. "Gutta Chick"[12]
- 00. "Hit Da Flo"

Ace Hood - All Bets on Ace
- 09. "Gutta Puta"

Trai'D - Don't Worry I Got It
- 00. "Gutta Chick" (remix) (feat. DJ Khaled, Ace Hood, Trina, Bun B e Hurricane Chris)[13]

Jibbs
- 00. "Whippin The Rhyme"[14]

### 2009
Cyhi Da Prynce - What Da Decs Been Missin Vol.1
- 11. "Get Away"[11]

Crooked I - After Inauguration
- 09. "Prove Them Wrong"[11]

OJ Da Juiceman - Alaska In Atlanta
- 03. "Haters"[15]

Waka Flocka Flame - Shootin The Breeze Cookin That Fire
- 13. "Sra. Flocka"[11]

Arab - Arab Money
- 03. "Chingaling"

J-Bar - Da Guap
- 05. "I Want Her (OJ With The Vodka)" (feat. Soulja Boy)[16]
- 06. "Sway"

Waka Flocka Flame  & Slim Dunkin - Twin Towers
- 06. "I Love" (feat. Capp)

### 2010
Jeezy - Trap or Die 2
- 06. "My Camaro"[17]

Alley Boy - Definition Of Fuck Shit Vol. 1
- 15. "Finesse"[16]

Tay Don - Death Of Tay Beatz
- 04. "Robbin Season"
- 05. "Knock Knock"
- 18. "Keep On Pushing"

P. Dukes - Dirty Glove Bastard & Baller's Eve Present: Block Tested, Hood Approved
- 01. "Block Tested, Hood Approved" (Produzido com Sonny Digital)[16]

### 2011
Doe Boy & Lex Luger - Boyz N Da Hood
- 06. "Real Talk"[16]
- 11. "Street Commandments"[16]

Lil Boosie
- 02. "Go Hard"
- 09. "Ur Name"
- 11. "I Pledge Allegiance"
- 12. "Xstacy"
- 13. "Top Ten"
- 15. "Under Investigation"

Lil Twist
- 00. "Got Her Like"[16]

B.G.
- 00. "Playing Games" (feat. Lil Boosie & Gar)[18]

Kourtney Money - OJ Da Juiceman Presents 32 Ent: The Compilation
- 00. "We Out Chea" (Produzido com Metro Boomin)[16]

### 2012
Starlito  - Mental Warfare
- 02. "Hope For Love"[19]

8Ball - Premro
- 07. "Jumpin Up"[20]

Shawty Redd  - Rap Now, Produce Later
- 10. "Remy" (feat. Project Pat)[16]

GC Eternal of Kinfolk Thugs
- 00. "They Don't Make Em Like This" (feat. Playa Fly and MJG)[16]

### 2013
Rich The Kid
- 00. "Couple Bandz"
- 00. "Whole Hood" (feat. Sy Ari Da Kid)

DJ Paul & Drumma Boy - Clash Of The Titans
- 05. "Cocaine"

Yo Gotti
- 00. "Lost Count" (feat. Lil' Lody)

Gucci Mane & Young Scooter - Free Bricks 2
- 03. "Not Ballin" (Produzido com Metro Boomin)[21]

8Ball - Premro 2
- 01. "Bigger Vision"

Tha Joker - The Explanation
- 00. "F.H.I.T.O."[22]

### 2014
Gucci Mane - East Atlanta Santa
- 12. "Riding Dirty" (Produzido com Metro Boomin  & Honorable C.N.O.T.E.)[23]

Shy Glizzy - Law 3
- 05. "What U Talkin Bout"[24]

### 2015
Chief Keef
- 00. "Road Runner" (Produzido com Metro Boomin & Jay-O Luciano)

Shy Glizzy & Glizzy Gang - Be Careful
- 04. "Above The Rim"

OJ Da Juiceman - Bouldercrest El Chapo
- 06. "So Much" (Produzido com Metro Boomin)
- 13. "Millionaire Dreams"

Tha Joker
- 00. "F.H.I.T.O." (feat. Riff Raff, K Camp & Raven Felix)

### 2016
Shy Glizzy - Young Jefe 2
- 04. "New Crack"[26]

Tha Joker & Doughboy Beatz - October 31: The Mixtape
- 01. "Old Ways"
- 02. "Bandit"
- 03. "Soirée"
- 05. "Juice"
- 07. "Run Up"
- 08. "4 A.M."

### 2017
Doe Boy - In FreeBandz We Trust 2
- 01. "Savage Back"

Money Man - Secret Society
- 01. "Secret Society" (Produzido com Trauma Tone)

Shy Glizzy - Quiet Storm
- 01. "Quiet Storm"
- 11. "Keep It Goin"

Starlito & Don Trip - Step Brothers 3
- 13. "Remember"

Starlito - Manifest Destiny
- 04. "Too Much" (Produzido com Metro Boomin)

Tha Joker - Why So Serious 3?
- 01. "45"
- 02. "Run Up"
- 03. "Blue Strips" (Produzido com Trauma Tone)
- 05. "4 A.M"
- 09. "Piece Of Mind"
- 10. "I'd Rather"

### 2018
Gunna - Drip Season 3
- 05. "Pedestrian" (Produzido com Metro Boomin & Wheezy)[28]

Juicy J - 901 Drip
- 11. "Built" (feat. YKOM) (Produzido com Juicy J & YK808)

Money Man - Grow God
- 09. "Fake Friends" (Produzido com Trauma Tone)

NBA Youngboy - 4Respect 4Freedom 4Loyalty 4WhatImportant
- 16. "We Dem" (Produzido com DJ Swift)[29]

Plies - Ain't No Mixtape Bih 3
- 18. "Best Life" (Produzido com Trauma Tone)[30]

Q Money - Neva Had Shit
- 09. "Whole Ticket" (feat. YFN Lucci)(Produzido com Trauma Tone)[31]

Rich The Kid - The World Is Yours
- 09. "Lost It" (feat. Offset & Quavo of Migos) (Produzido com Metro Boomin & Wheezy)[32]

Shy Glizzy - Fully Loaded
- 18. "I Need Mo"[33]

21 Savage - I Am > I Was
- 02. "Break Da Law" (Produzido com Metro Boomin & Southside)[34]

### 2019
Offset - Father of 4
- 09. "Don't Lose Me" (Produzido com Metro Boomin)[35]
- 09. "On Fleek" (feat. Quavo) (Produzido com Metro Boomin & Zaytoven)[36]

Gunna
- 00. "Mr. T" (Produzido com Metro Boomin)[37][38]

Future
- 00. "Perkies" (Produzido com Metro Boomin)[39]

D-Block Europe - PTSD
- 23. "Back To Back" (Produzido com Tre Pounds of 808 Mafia)

Gucci Mane - Woptober II
- 13. "Break Bread" (Produzido com Metro Boomin)